# 국도 제141호선 (일본)

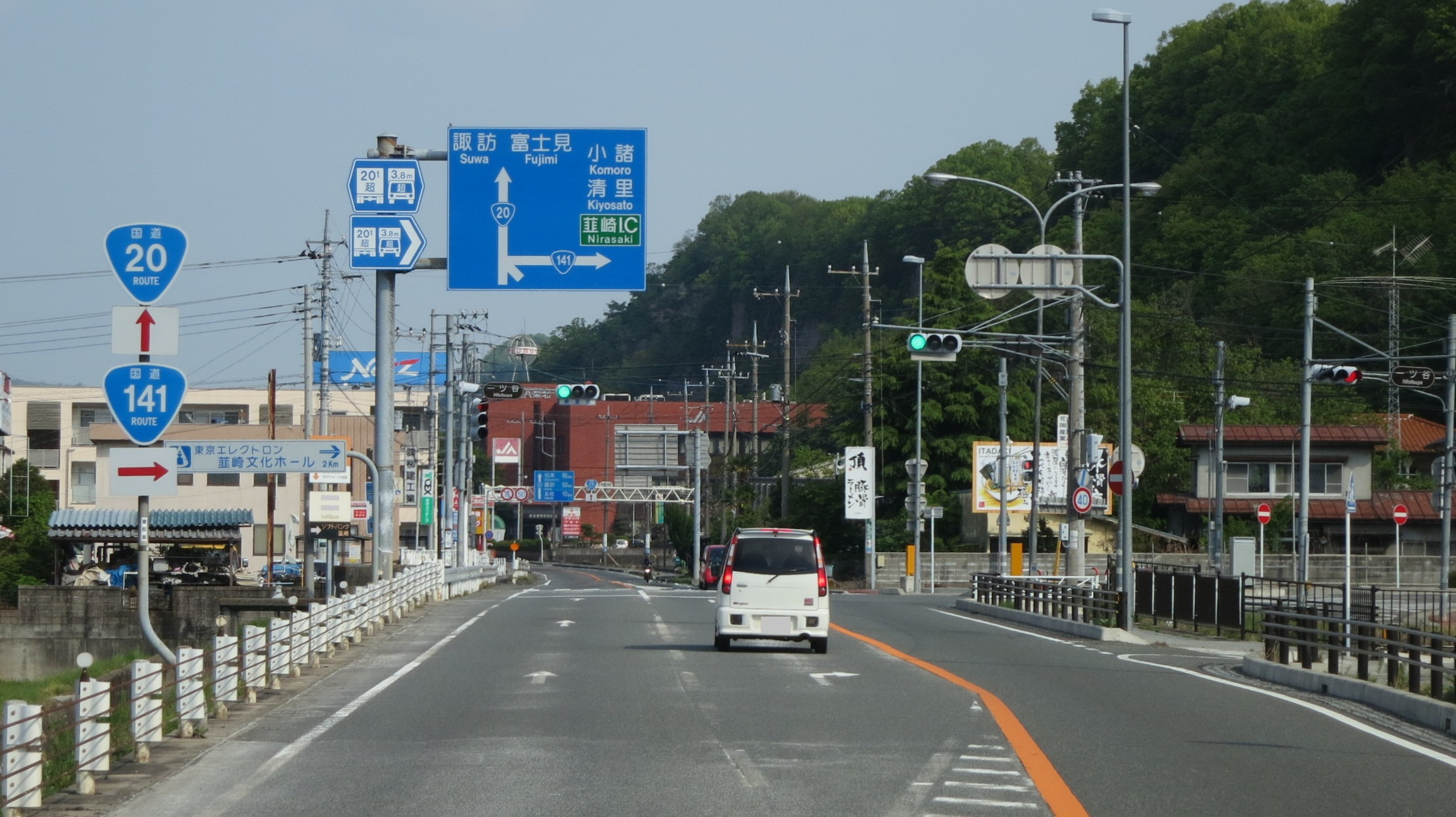
20번 국도(중복 구간)와의 분기
야마나시현 니라사키시 히토쓰야 교차로

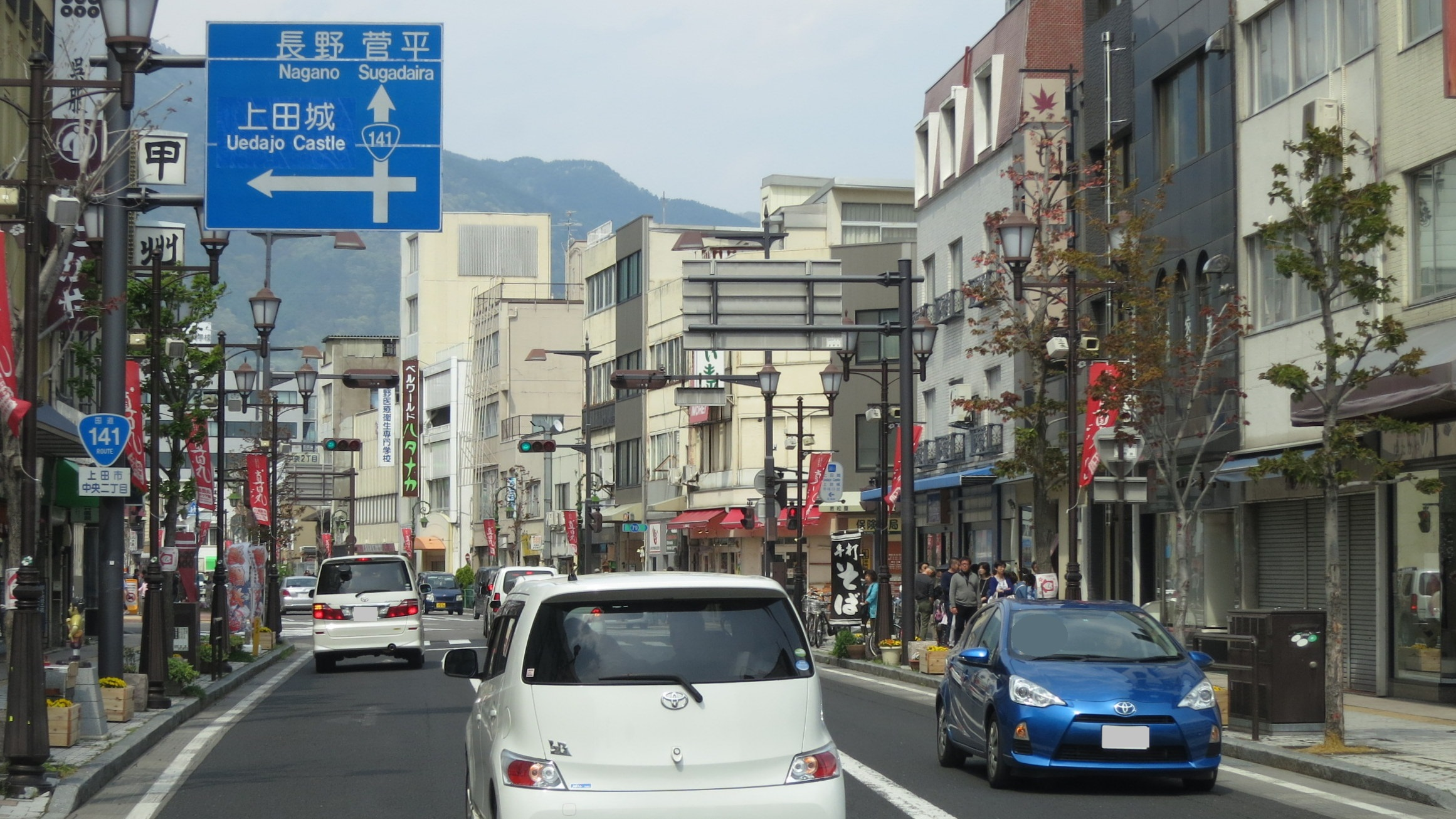
141번 국도의 종점
나가노현 우에다시 주오2초메

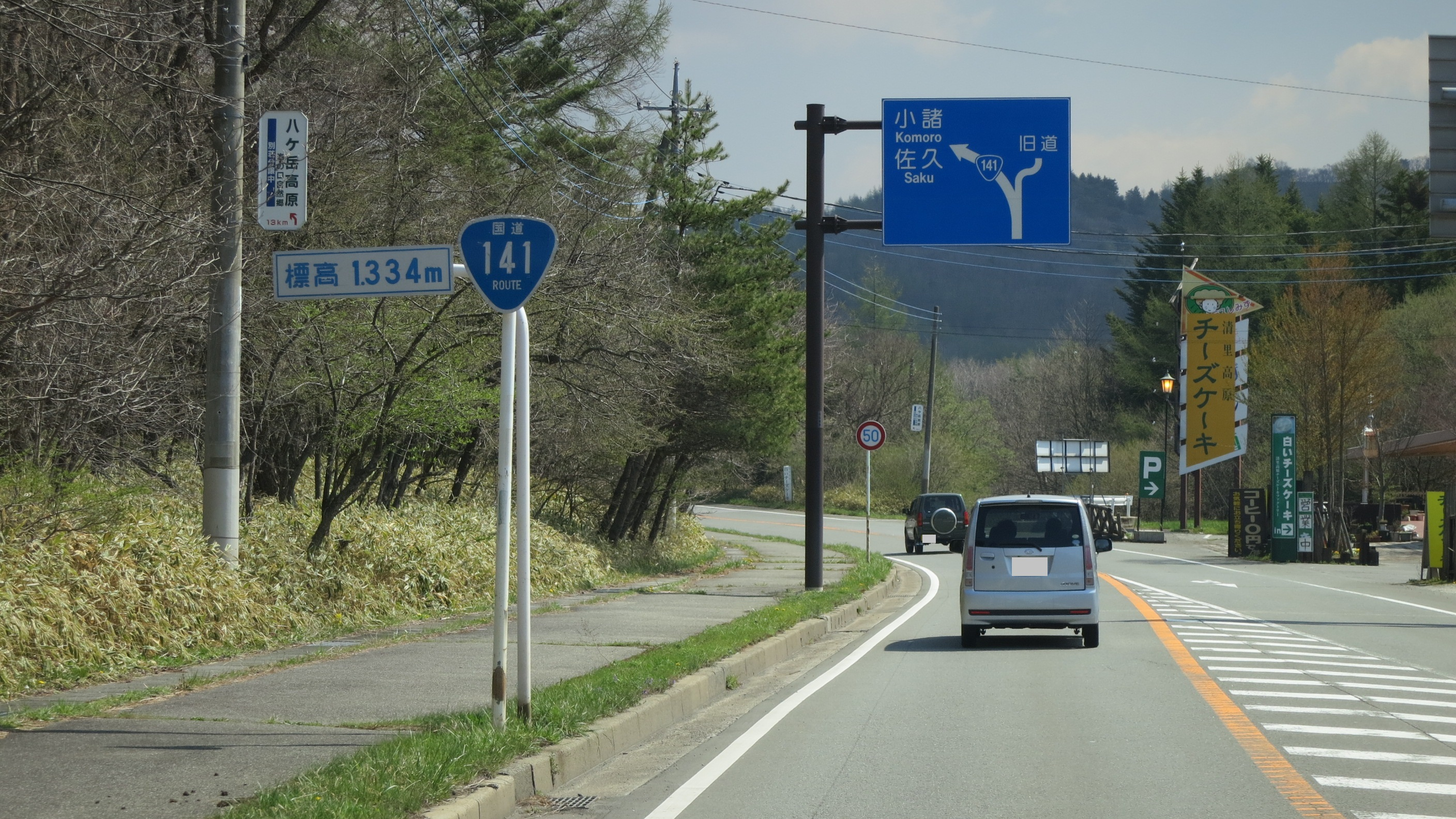
야마나시현 호쿠토시 다카네초
(2016년 5월)

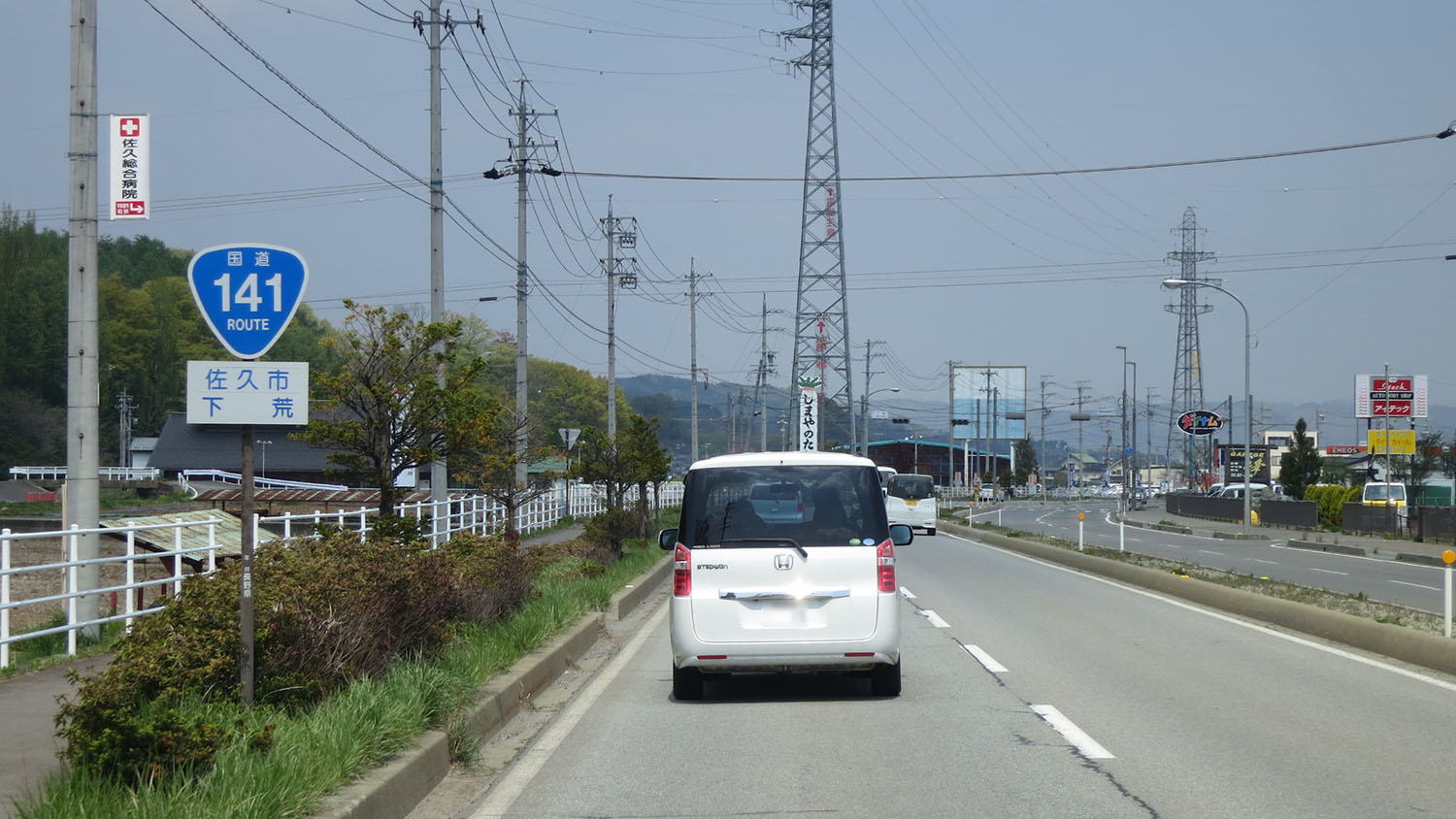
우스다 노자와 바이패스 구간
나가노현 사쿠시 우스다 스와

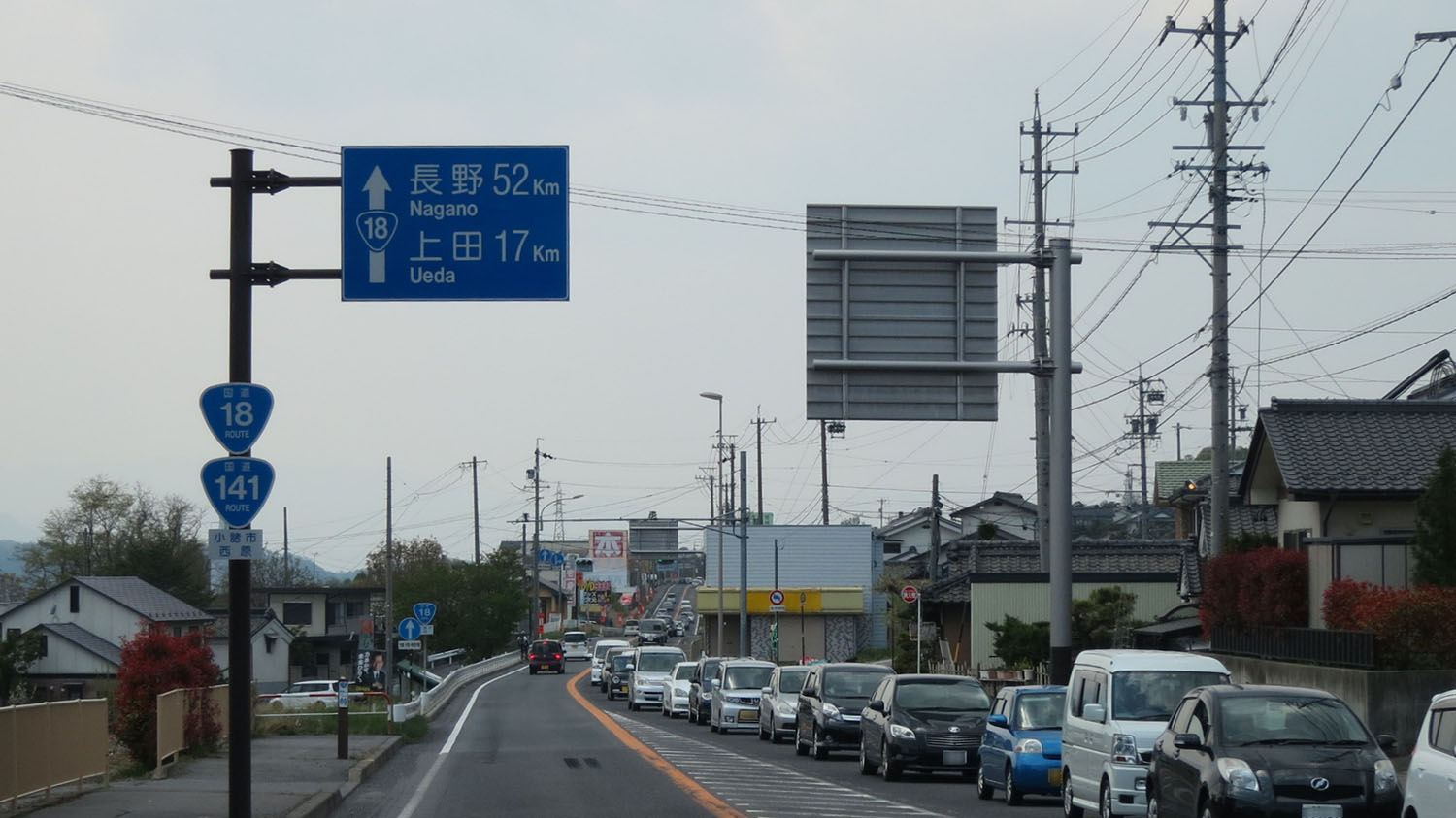
국도 제18호선과의 중복
일본 나가노현 고모로시 헤이

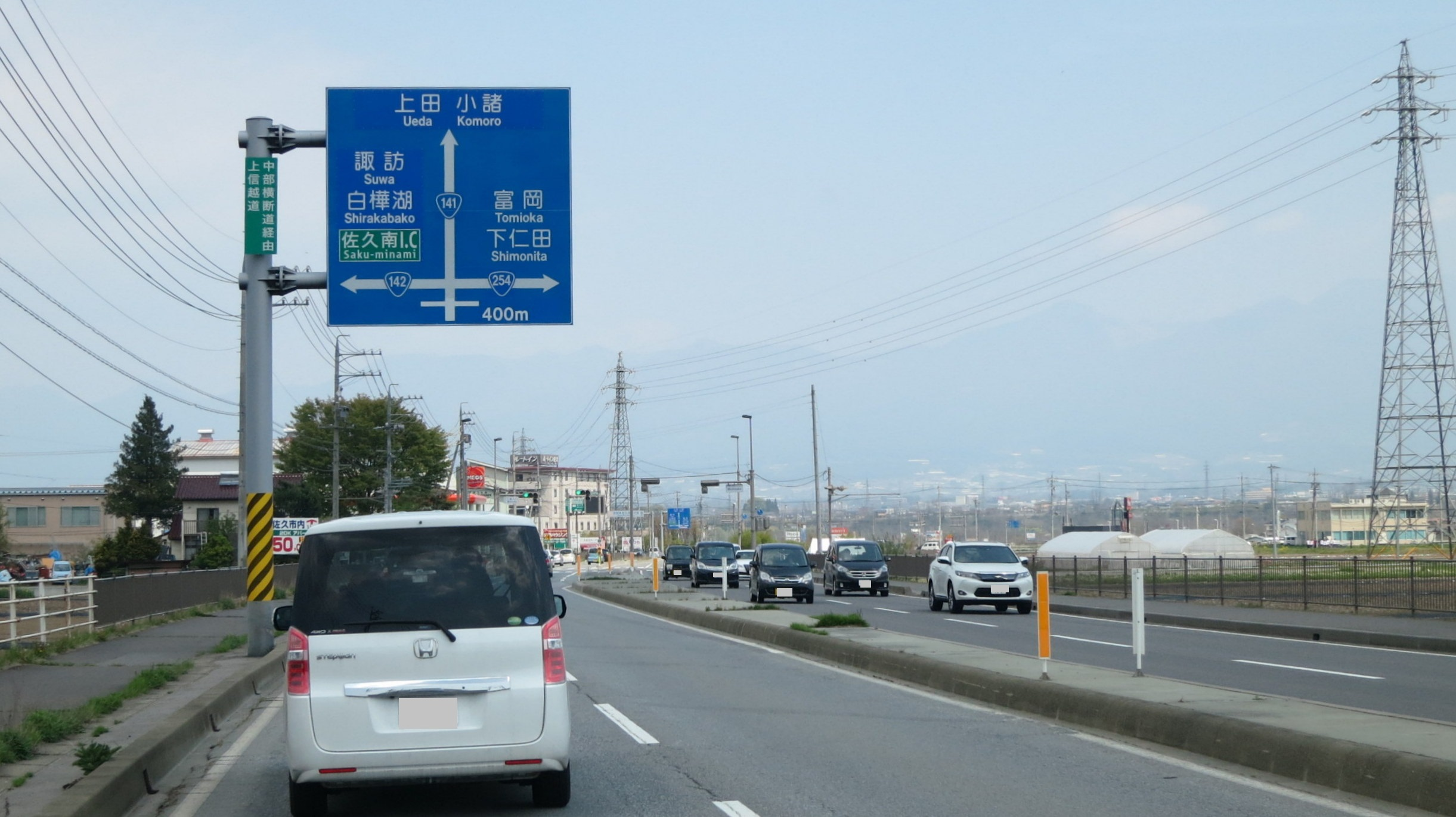
국도 142, 254호선과의 중복 분기
나가노현 사쿠시 미치즈카

국도 제141호선(일본어: 国道141号)은 야마나시현 니라사키시에서 나가노현 우에다시까지 이르는 총 연장 122.8 km, 실제 연장 91.7 km, 현도 81.4 km의 거리를 이르는 일본의 일반 국도이다.

## 개요
야쓰가타케산의 동쪽 산기슭을 따라 북상하자마자 기요사토, 노베야마고원 등이 있는 고원 일대를 연선으로 통과한다. 그러나 야마나시현내에서는 대다수가 스다마강을, 나가노현내에서는 시나노강 같은 하천을 주요 연선으로 병주하고 있다. 

### 노선 정보
일반 국도의 노선을 지정하고 있는 정령에 의거한 기종점 및 경유지는 다음과 같다.
- 기점 : 니라사키시 (후나야마바시 기타즈메 교차로 = 국도 제20호선, 야마나시현도 제6호 고후 니라사키 선(일본어판)의 지선과의 교점)
- 종점 : 우에다시 (주오키타 교차로 = 국도 제18호선과의 교점)
- 중요한 경과지 : 나가노현 미나미사쿠군 고우미정, 같은 군 야치호촌[1], 같은 군의 사쿠정[2], 사쿠시, 고모로시
- 총 연장 : 122.8 km[3]
- 중용 연장 : 31.2 km[4]
- 실제 연장 : 91.7 km[5]
  - 현도 : 81.4 km[6]
  - 구도 : 2.6 km[7]
  - 신도 : 7.7 km[8]

## 역사
- 1953년 5월 18일 : 2급 국도 141호 시미즈 우에다 선[9]으로 지정 시행
- 1963년 4월 1일 : 기점 측의 일부 구간인 시미즈시(현재의 시미즈구) ~ 니라사키시 구간을 1급 국도 52호선으로 승격함에 따라, 2급 국도 141호선은 니라사키 - 우에다 선으로 다시 지정 시행
- 1965년 4월 1일 : 1, 2급의 구분을 모조리 없애고 현재의 일반 국도 141호선으로 전환

## 지리

### 통과하는 지자체
- 야마나시현
  - 니라사키시 - 호쿠토시
- 나가노현
  - 미나미사쿠군 미나미마키촌 - 미나미사쿠군 고우미정 - 미나미사쿠군 사쿠호정 - 사쿠시 - 고모로시 - 도미시 - 우에다시

### 통과하는 도로
고속도로
- 주부 횡단 자동차도(일본어판, 중국어판)

국도
- 국도 제20호선
- 국도 제299호선
- 국도 제462호선
- 국도 제142호선
- 국도 제254호선
- 국도 제18호선
- 국도 제152호선

현도
- 야마나시현도 제6호선
- 야마나시현도 제27호선
- 야마나시현도 제23호선
- 야마나시현도 제41호선
- 야마나시현도 제28호선
- 야마나시현도 제32호선
- 야마나시현도 제619호선
- 야마나시현도 제11호선
- 나가노현도 제68호선
- 나가노현도 제93호선
- 나가노현도 제44호선
- 나가노현도 제78호선
- 나가노현도 제40호선
- 나가노현도 제79호선
- 나가노현도 제94호선
- 나가노현도 제4호선
- 나가노현도 제81호선
- 나가노현도 제77호선